# Liste der Stolpersteine in Eberbach
Die Liste der Stolpersteine in Eberbach enthält alle 48 Stolpersteine, die im Rahmen des gleichnamigen Projekts von Gunter Demnig in Eberbach verlegt wurden. Mit ihnen soll an Opfer des Nationalsozialismus erinnert werden, die in Eberbach lebten und wirkten.

## Verlegte Stolpersteine
| Bild | Person, Inschrift                                                                                            | Adresse                      | Verlege- datum | weitere Informationen |
| --- | --- | ---------------------------- | -------------- | --------------------- |
| Bild gesucht Die Wikipedia wünscht sich an dieser Stelle ein Bild vom hier behandelten Ort. Falls du dabei helfen möchtest, erklärt die Anleitung , wie das geht. BW | Hier wohnte Benjamin Levy Jg. 1855 deportiert 1940 Gurs tot 1941                                             | Obere Badstraße 18 ·         | 14. Apr. 2011  |                       |
| Bild gesucht Die Wikipedia wünscht sich an dieser Stelle ein Bild vom hier behandelten Ort. Falls du dabei helfen möchtest, erklärt die Anleitung , wie das geht. BW | Hier wohnte Jenny Levy Jg. 1895 Flucht 1938 USA überlebt                                                     | Obere Badstraße 18 ·         | 14. Apr. 2011  |                       |
| Bild gesucht Die Wikipedia wünscht sich an dieser Stelle ein Bild vom hier behandelten Ort. Falls du dabei helfen möchtest, erklärt die Anleitung , wie das geht. BW | Hier wohnte Sofie Levy geb. David Jg. 1862 deportiert 1940 Gurs ???                                          | Obere Badstraße 18 ·         | 14. Apr. 2011  |                       |
| Bild gesucht Die Wikipedia wünscht sich an dieser Stelle ein Bild vom hier behandelten Ort. Falls du dabei helfen möchtest, erklärt die Anleitung , wie das geht. BW | Hier wohnte Herrmann Wolf Jg. 1884 deportiert 1940 Gurs ???                                                  | Obere Badstraße 18 ·         | 14. Apr. 2011  |                       |
| Bild gesucht Die Wikipedia wünscht sich an dieser Stelle ein Bild vom hier behandelten Ort. Falls du dabei helfen möchtest, erklärt die Anleitung , wie das geht. BW | Hier wohnte Regina Wolf geb. Levy Jg. 1888 deportiert 1940 Gurs ???                                          | Obere Badstraße 18 ·         | 14. Apr. 2011  |                       |
| Bild gesucht Die Wikipedia wünscht sich an dieser Stelle ein Bild vom hier behandelten Ort. Falls du dabei helfen möchtest, erklärt die Anleitung , wie das geht. BW | Hier wohnte Alfred Wolf Jg. 1915 Flucht 1937 USA überlebt                                                    | Obere Badstraße 14 ·         | 14. Apr. 2011  |                       |
| Bild gesucht Die Wikipedia wünscht sich an dieser Stelle ein Bild vom hier behandelten Ort. Falls du dabei helfen möchtest, erklärt die Anleitung , wie das geht. BW | Hier wohnte Aron David Jg. 1858 deportiert 1940 Gurs tot 1940                                                | Hauptstraße 14 ·             | 14. Apr. 2011  |                       |
| Bild gesucht Die Wikipedia wünscht sich an dieser Stelle ein Bild vom hier behandelten Ort. Falls du dabei helfen möchtest, erklärt die Anleitung , wie das geht. BW | Hier wohnte Karoline David geb. Spiegel Jg. 1859 deportiert 1940 Gurs tot 1941 in Frankreich                 | Hauptstraße 14 ·             | 14. Apr. 2011  |                       |
| Bild gesucht Die Wikipedia wünscht sich an dieser Stelle ein Bild vom hier behandelten Ort. Falls du dabei helfen möchtest, erklärt die Anleitung , wie das geht. BW | Hier wohnte Anna Freudenberger Jg. 1899 deportiert 1940 Gurs ermordet in Auschwitz                           | Hauptstraße 15 ·             | 14. Apr. 2011  |                       |
| Bild gesucht Die Wikipedia wünscht sich an dieser Stelle ein Bild vom hier behandelten Ort. Falls du dabei helfen möchtest, erklärt die Anleitung , wie das geht. BW | Hier wohnte Johanna Freudenberger geb. Baer Jg. 1891 deportiert 1940 Gurs ermordet in Auschwitz              | Hauptstraße 15 ·             | 14. Apr. 2011  |                       |
| Bild gesucht Die Wikipedia wünscht sich an dieser Stelle ein Bild vom hier behandelten Ort. Falls du dabei helfen möchtest, erklärt die Anleitung , wie das geht. BW | Hier wohnte Herrmann Freudenberger Jg. 1922 Flucht 1937 USA überlebt                                         | Hauptstraße 15 ·             | 14. Apr. 2011  |                       |
| Bild gesucht Die Wikipedia wünscht sich an dieser Stelle ein Bild vom hier behandelten Ort. Falls du dabei helfen möchtest, erklärt die Anleitung , wie das geht. BW | Hier wohnte Ruth Freudenberger Jg. 1923 Flucht 1936 USA überlebt                                             | Hauptstraße 15 ·             | 14. Apr. 2011  |                       |
| Bild gesucht Die Wikipedia wünscht sich an dieser Stelle ein Bild vom hier behandelten Ort. Falls du dabei helfen möchtest, erklärt die Anleitung , wie das geht. BW | Hier wohnte Berta Götz Jg. 1869 deportiert 1940 Gurs ermordet in Auschwitz                                   | Hauptstraße 15 ·             | 14. Apr. 2011  |                       |
| Bild gesucht Die Wikipedia wünscht sich an dieser Stelle ein Bild vom hier behandelten Ort. Falls du dabei helfen möchtest, erklärt die Anleitung , wie das geht. BW | Hier wohnte Berta Seligmann deportiert 1940 Gurs ermordet in Auschwitz                                       | Hauptstraße 15 ·             | 14. Apr. 2011  |                       |
| Bild gesucht Die Wikipedia wünscht sich an dieser Stelle ein Bild vom hier behandelten Ort. Falls du dabei helfen möchtest, erklärt die Anleitung , wie das geht. BW | Hier wohnte Fritz Seligmann Jg. 1890 deportiert 1940 Gurs ermordet in Auschwitz                              | Hauptstraße 15 ·             | 14. Apr. 2011  |                       |
| Bild gesucht Die Wikipedia wünscht sich an dieser Stelle ein Bild vom hier behandelten Ort. Falls du dabei helfen möchtest, erklärt die Anleitung , wie das geht. BW | Hier wohnte Johanna Seligmann Jg. 1881 deportiert 1940 Gurs ???                                              | Hauptstraße 15 ·             | 14. Apr. 2011  |                       |
| Bild gesucht Die Wikipedia wünscht sich an dieser Stelle ein Bild vom hier behandelten Ort. Falls du dabei helfen möchtest, erklärt die Anleitung , wie das geht. BW | Hier wohnte Sofie Seligmann geb. Götz Jg. 1854 deportiert 1940 Gurs tot 1940                                 | Hauptstraße 15 ·             | 14. Apr. 2011  |                       |
| Bild gesucht Die Wikipedia wünscht sich an dieser Stelle ein Bild vom hier behandelten Ort. Falls du dabei helfen möchtest, erklärt die Anleitung , wie das geht. BW | Hier wohnte Moses Ottenheimer Jg. 1867 Heimatort 1933 verlassen ???                                          | Kellereistraße 4 ·           | 14. Apr. 2011  |                       |
| Bild gesucht Die Wikipedia wünscht sich an dieser Stelle ein Bild vom hier behandelten Ort. Falls du dabei helfen möchtest, erklärt die Anleitung , wie das geht. BW | Hier wohnte Adolf David Jg. 1860 deportiert 1940 Gurs tot 1940                                               | Kellereistraße 9 ·           | 14. Apr. 2011  |                       |
| Bild gesucht Die Wikipedia wünscht sich an dieser Stelle ein Bild vom hier behandelten Ort. Falls du dabei helfen möchtest, erklärt die Anleitung , wie das geht. BW | Hier wohnte Eugenie David Jg. 1892 deportiert 1940 Gurs ermordet 1942 in Auschwitz                           | Kellereistraße 9 ·           | 14. Apr. 2011  |                       |
| Bild gesucht Die Wikipedia wünscht sich an dieser Stelle ein Bild vom hier behandelten Ort. Falls du dabei helfen möchtest, erklärt die Anleitung , wie das geht. BW | Hier wohnte Karoline David geb. Rosenstein Jg. 1866 deportiert 1940 Gurs tot 1942 in Frankreich              | Kellereistraße 9 ·           | 14. Apr. 2011  |                       |
| Bild gesucht Die Wikipedia wünscht sich an dieser Stelle ein Bild vom hier behandelten Ort. Falls du dabei helfen möchtest, erklärt die Anleitung , wie das geht. BW | Hier wohnte Max David Jg. 1897 Flucht 1937 Argentinien überlebt                                              | Kellereistraße 9 ·           | 14. Apr. 2011  |                       |
| Bild gesucht Die Wikipedia wünscht sich an dieser Stelle ein Bild vom hier behandelten Ort. Falls du dabei helfen möchtest, erklärt die Anleitung , wie das geht. BW | Hier wohnte Lina Götz geb. Würzburger Jg. 1901 Flucht 1936 Argentinien überlebt                              | Kellereistraße 22 ·          | 14. Apr. 2011  |                       |
| Bild gesucht Die Wikipedia wünscht sich an dieser Stelle ein Bild vom hier behandelten Ort. Falls du dabei helfen möchtest, erklärt die Anleitung , wie das geht. BW | Hier wohnte Frieda Würzburger Jg. 1903 Flucht 1939 Argentinien überlebt                                      | Kellereistraße 22 ·          | 14. Apr. 2011  |                       |
| Bild gesucht Die Wikipedia wünscht sich an dieser Stelle ein Bild vom hier behandelten Ort. Falls du dabei helfen möchtest, erklärt die Anleitung , wie das geht. BW | Hier wohnte Helene Würzburger geb. Ottenheimer Jg. 1873 Flucht 1939 Argentinien überlebt                     | Kellereistraße 22 ·          | 14. Apr. 2011  |                       |
| Bild gesucht Die Wikipedia wünscht sich an dieser Stelle ein Bild vom hier behandelten Ort. Falls du dabei helfen möchtest, erklärt die Anleitung , wie das geht. BW | Hier wohnte Irwin Würzburger Jg. 1909 Flucht 1939 Argentinien überlebt                                       | Kellereistraße 22 ·          | 14. Apr. 2011  |                       |
| Bild gesucht Die Wikipedia wünscht sich an dieser Stelle ein Bild vom hier behandelten Ort. Falls du dabei helfen möchtest, erklärt die Anleitung , wie das geht. BW | Hier wohnte Max Würzburger Jg. 1873 eingewiesen 1939 'Heilanstalt' Wiesloch ermordet                         | Kellereistraße 22 ·          | 14. Apr. 2011  |                       |
| Bild gesucht Die Wikipedia wünscht sich an dieser Stelle ein Bild vom hier behandelten Ort. Falls du dabei helfen möchtest, erklärt die Anleitung , wie das geht. BW | Hier wohnte Zilly Würzburger Jg. 1904 Flucht 1939 England überlebt                                           | Kellereistraße 22 ·          | 14. Apr. 2011  |                       |
| Bild gesucht Die Wikipedia wünscht sich an dieser Stelle ein Bild vom hier behandelten Ort. Falls du dabei helfen möchtest, erklärt die Anleitung , wie das geht. BW | Hier wohnte Gertrud Apfel geb. Seligmann Jg. 1882 Flucht 1939 Luxemburg überlebt                             | Kellereistraße 24 ·          | 14. Apr. 2011  |                       |
| Bild gesucht Die Wikipedia wünscht sich an dieser Stelle ein Bild vom hier behandelten Ort. Falls du dabei helfen möchtest, erklärt die Anleitung , wie das geht. BW | Hier wohnte Kurt Apfel Jg. 1909 Flucht 1937 Luxemburg überlebt                                               | Kellereistraße 24 ·          | 14. Apr. 2011  |                       |
| Bild gesucht Die Wikipedia wünscht sich an dieser Stelle ein Bild vom hier behandelten Ort. Falls du dabei helfen möchtest, erklärt die Anleitung , wie das geht. BW | Hier wohnte Ruth Apfel Jg. 1912 Flucht 1937 Luxemburg überlebt                                               | Kellereistraße 24 ·          | 14. Apr. 2011  |                       |
| Bild gesucht Die Wikipedia wünscht sich an dieser Stelle ein Bild vom hier behandelten Ort. Falls du dabei helfen möchtest, erklärt die Anleitung , wie das geht. BW | Hier wohnte Betty Friedmann geb. Seligmann Jg. 1877 Flucht 1937 Palästina überlebt                           | Kellereistraße 24 ·          | 14. Apr. 2011  |                       |
| Bild gesucht Die Wikipedia wünscht sich an dieser Stelle ein Bild vom hier behandelten Ort. Falls du dabei helfen möchtest, erklärt die Anleitung , wie das geht. BW | Hier wohnte Funny Fuld Jg. 1880 deportiert 1940 Gurs ermordet in Auschwitz                                   | Kellereistraße 24 ·          | 14. Apr. 2011  |                       |
| Bild gesucht Die Wikipedia wünscht sich an dieser Stelle ein Bild vom hier behandelten Ort. Falls du dabei helfen möchtest, erklärt die Anleitung , wie das geht. BW | Hier wohnte Max Seligmann Jg. 1874 deportiert Theresienstadt tot 1943                                        | Kellereistraße 24 ·          | 14. Apr. 2011  |                       |
| Bild gesucht Die Wikipedia wünscht sich an dieser Stelle ein Bild vom hier behandelten Ort. Falls du dabei helfen möchtest, erklärt die Anleitung , wie das geht. BW | Hier wohnte Lina Ottenheimer geb. Würzburger Jg. 1872 deportiert 1944 Auschwitz ermordet                     | Beckstraße 18 ·              | 14. Apr. 2011  |                       |
| Bild gesucht Die Wikipedia wünscht sich an dieser Stelle ein Bild vom hier behandelten Ort. Falls du dabei helfen möchtest, erklärt die Anleitung , wie das geht. BW | Hier wohnte Frieda Ottenheimer Jg. 1901 deportiert 1944 Auschwitz ermordet                                   | Beckstraße 18 ·              | 14. Apr. 2011  |                       |
| Bild gesucht Die Wikipedia wünscht sich an dieser Stelle ein Bild vom hier behandelten Ort. Falls du dabei helfen möchtest, erklärt die Anleitung , wie das geht. BW | Hier wohnte Ludwig Frohmann Jg. 1900 Flucht 1935 USA überlebt                                                | Neckarstraße 41 ·            | 14. Apr. 2011  |                       |
| Bild gesucht Die Wikipedia wünscht sich an dieser Stelle ein Bild vom hier behandelten Ort. Falls du dabei helfen möchtest, erklärt die Anleitung , wie das geht. BW | Hier wohnte Sofie Frohmann geb. Sommer Jg. 1870 Flucht 1938 USA überlebt                                     | Neckarstraße 41 ·            | 14. Apr. 2011  |                       |
| Bild gesucht Die Wikipedia wünscht sich an dieser Stelle ein Bild vom hier behandelten Ort. Falls du dabei helfen möchtest, erklärt die Anleitung , wie das geht. BW | Hier wohnte Ferdinand Bär Jg. 1896 deportiert Auschwitz ermordet in Auschwitz                                | Neckarstraße 78 ·            | 14. Apr. 2011  |                       |
| Bild gesucht Die Wikipedia wünscht sich an dieser Stelle ein Bild vom hier behandelten Ort. Falls du dabei helfen möchtest, erklärt die Anleitung , wie das geht. BW | Hier wohnte Hedwig David Jg. 1893 deportiert 1940 Gurs ermordet in Auschwitz                                 | Panoramaweg 1 ·              | 14. Apr. 2011  |                       |
| Bild gesucht Die Wikipedia wünscht sich an dieser Stelle ein Bild vom hier behandelten Ort. Falls du dabei helfen möchtest, erklärt die Anleitung , wie das geht. BW | Hier wohnte Regina Salomon geb. Goldstein Jg. 1863 deportiert 1940 Theresienstadt tot 1943 in Theresienstadt | Uferstraße 6 ·               | 14. Apr. 2011  |                       |
| Bild gesucht Die Wikipedia wünscht sich an dieser Stelle ein Bild vom hier behandelten Ort. Falls du dabei helfen möchtest, erklärt die Anleitung , wie das geht. BW | Hier wohnte Minna Kellermann geb. Türkheimer Jg. 1885 Heimatort verlassen 1938 Schicksal unbekannt           | Hirschhorner Landstraße 25 · | 14. Apr. 2011  |                       |
| Bild gesucht Die Wikipedia wünscht sich an dieser Stelle ein Bild vom hier behandelten Ort. Falls du dabei helfen möchtest, erklärt die Anleitung , wie das geht. BW | Hier wohnte Hans Kellermann Jg. 1912 Heimatort verlassen 1938 Schicksal unbekannt                            | Hirschhorner Landstraße 25 · | 14. Apr. 2011  |                       |
| Bild gesucht Die Wikipedia wünscht sich an dieser Stelle ein Bild vom hier behandelten Ort. Falls du dabei helfen möchtest, erklärt die Anleitung , wie das geht. BW | Hier wohnte Ruth Kellermann Jg. 1918 Heimatort verlassen 1938 Schicksal unbekannt                            | Hirschhorner Landstraße 25 · | 14. Apr. 2011  |                       |
| Bild gesucht Die Wikipedia wünscht sich an dieser Stelle ein Bild vom hier behandelten Ort. Falls du dabei helfen möchtest, erklärt die Anleitung , wie das geht. BW | Hier wohnte Franziska David Jg. 1889 Flucht 1938 USA überlebt                                                | Hafenstraße 3 ·              | 14. Apr. 2011  |                       |
| Bild gesucht Die Wikipedia wünscht sich an dieser Stelle ein Bild vom hier behandelten Ort. Falls du dabei helfen möchtest, erklärt die Anleitung , wie das geht. BW | Hier wohnte Josef David Jg. 1896 Flucht 1936 USA überlebt                                                    | Hafenstraße 3 ·              | 14. Apr. 2011  |                       |
| Bild gesucht Die Wikipedia wünscht sich an dieser Stelle ein Bild vom hier behandelten Ort. Falls du dabei helfen möchtest, erklärt die Anleitung , wie das geht. BW | Hier wohnte Salomon David Jg. 1891 Flucht 1937 USA überlebt                                                  | Hafenstraße 3 ·              | 14. Apr. 2011  |                       |
| Bild gesucht Die Wikipedia wünscht sich an dieser Stelle ein Bild vom hier behandelten Ort. Falls du dabei helfen möchtest, erklärt die Anleitung , wie das geht. BW | Hier wohnte Simon Leibowitsch Jg. 1888 tot nach Folter 1933                                                  | Bussemerstraße 3 ·           | 14. Apr. 2011  |                       |